# Christina Becker
Christina Becker (Dortmund, Rin del Nord-Westfàlia, 12 de desembre de 1977) va ser una ciclista alemanya que fou professional del 2006 al 2009. Va combinar la carretera amb la pista.
La seva germana Charlotte també s'ha dedicat professionalment al ciclisme.

## Palmarès en pista
- 2002
  -  Campiona d'Alemanya en Persecució
- 2003
  -  Campiona d'Alemanya en Persecució
- 2004
  -  Campiona d'Alemanya en Puntuació
- 2007
  -  Campiona d'Alemanya en Puntuació

### Resultats a laCopa del Món
- 2001
  - 1a a Ipoh, en Persecució
  - 1a a Ipoh, en Puntuació

## Palmarès en ruta
- 2001
  - 1a a l'Eko Tour Dookola Polski i vencedora de 3 etapes
- 2002
  - Vencedora d'una etapa a la Volta a Turíngia
- 2005
  - Vencedora d'una etapa a la Volta a El Salvador